# تارگاله
تارگاله (به لاتین: Tārgale) یک روستا در لتونی است که در شهرداری ونتسپیلس واقع شده‌است. تارگاله ۶۸۱ نفر جمعیت دارد و ۱۰ متر بالاتر از سطح دریا واقع شده‌است.